# Iwona Blecharczyk
Iwona Blecharczyk, właśc. Iwona Monika Blecharczyk (ur. 24 września 1987 w Kosztowej) – polska kierowczyni samochodów ciężarowych, właścicielka firmy transportowo-marketingowej „Imagination”, youtuberka, z wykształcenia nauczycielka języka angielskiego jako obcego. Twórczyni samochodowego kanału Trucking Girl w serwisie internetowym YouTube, jako kobieta – wzór dla dziewcząt nagrodzona w 2019 tytułem Barbie Shero.

## Życiorys
Pochodzi z województwa podkarpackiego. Urodziła się w Kosztowej.  W 2007 wystartowała w konkursie Miss Polonia i w Mielcu wzięła udział w finale Miss Polonia Podkarpacia. W 2010 ukończyła studia wyższe, z wykształcenia jest nauczycielką języka angielskiego. Podczas nauki pracowała w branży odzieżowej, kierowała busem na trasach pomiędzy Polską a Anglią. Po studiach trafiła do szkoły, gdzie wykonywała pierwotny, wyuczony zawód. W 2011 zmieniła pracę – zaczęła prowadzić samochody ciężarowe.
W 2013 roku w serwisie internetowym YouTube założyła kanał Trucking Girl, na którym prezentuje nagrania z kabiny ciężarówki oraz pogadanki na tematy okołosamochodowe. W czerwcu 2024 liczba subskrybentów tego kanału YT przekroczyła 1 milion użytkowników. Kanał prowadzony jest w dwóch językach – polskim i angielskim. Odbiorcy z Polski stanowią około połowy widowni. Poza Polską nagrania statystycznie najwięcej razy oglądane są w Niemczech, Stanach Zjednoczonych, Kanadzie i Wielkiej Brytanii.
W okresie 2017–2018 przebywała w Ameryce Północnej (Kanada, Stany Zjednoczone), jeżdżąc m.in. po Lodowym Szlaku i polach naftowych.
W 2019 firma Mattel przyznała jej (jako drugiej Polce po Martynie Wojciechowskiej) tytuł Barbie Shero; z tej okazji Iwona Blecharczyk otrzymała 29-centymetrową lalkę Barbie wykonaną na swój wzór. Po niej, w 2021, to wyróżnienie przyznano Anicie Włodarczyk.
Bywa w telewizji, gdzie prowadziła program Przygody truckerki dla Discovery Channel, a także na innych kanałach na YouTube (np. kanał Rafała Gębury 7 metrów pod ziemią), mówiąc o sprawach okołozawodowych. W Polsce była prezentowana m.in. przez naTemat.pl, Viva.pl, Claudia.pl, Polskie Radio, Newsweek Polska, PolenJournal. Za granicą napisały o Iwonie Blecharczyk m.in. niemiecki tygodnik Die Zeit, Der Spiegel Panorama, kanadyjski dziennik La Presse z Montrealu, witryna metropolitaine.fr z Bordeaux. Influencerka angażuje się w działania charytatywne oraz na rzecz społeczności kierowców zawodowych.
Została zaproszona do udziału jako prelegentka w konferencji z cyklu TEDx.
Zdobywczyni tytułu Człowiek Roku – Skrzydła Transportu 2019 przyznawanej przez Transport Logistyka Polska.
Została ambasadorką marek Orlen (z Robertem Kubicą, Kubą Przygońskim i Adriennem Vogelem), Volvo Truck i Eurowag oraz Fundacji Truckerslife i programu Trzeźwo myślę. Została twarzą kampanii reklamowej kart flotowych.
W 2020 Wydawnictwo Muza opublikowało 320-stronicową książkę Iwony Blecharczyk Trucking girl. 70-metrową ciężarówką przez świat (ISBN 978-83-287-1519-6), o tematyce zbliżonej do jej twórczości internetowej. W 2021 założyła własną firmę transportową Imagination Iwona Blecharczyk. 